# Sekondi Hasaacas Football Club
Il Sekondi Hasaacas Football Club è una società calcistica ghanese, con sede nella città di Sekondi-Takoradi. Nella stagione 2017 milita nella Division One League, il secondo livello del campionato ghanese.
Nella sua storia ha vinto il campionato nel 1977.

## Palmarès

### Competizioni nazionali
- Campionato ghanese: 1

1977
- Coppa del Ghana: 1

1985

### Competizioni internazionali
- West African Club Championship: 1

1982

### Altri piazzamenti
- Coppa del Ghana:

Finalista: 1982
- Coppa delle Coppe d'Africa:

Semifinalista: 1981